# Publius Sulpicius Rufus (Prätor 48 v. Chr.)
Publius Sulpicius Rufus  war ein der patrizischen Adelsfamilie der Sulpicier entstammender, im 1. Jahrhundert v. Chr. lebender Feldherr und Politiker der Römischen Republik.

## Leben
Publius Sulpicius Rufus war wahrscheinlich der Sohn des gleichnamigen Volkstribuns von 88 v. Chr. Seit 55 v. Chr. war er wohl in den nächsten Jahren durchgehend einer der Legaten Caesars. Diese Funktion hatte er zuerst bis 50 v. Chr. im Gallischen Krieg inne. Während Caesars erster Invasion Britanniens 55 v. Chr. hatte er die Aufgabe, den Abfahrtshafen der römischen Flotte in Gallien zu schützen. Ende 52 v. Chr. überwinterte er mit seinem Heer im Territorium der Haeduer.
Nach Ausbruch des römischen Bürgerkriegs zwischen Caesar und Pompeius kämpfte Sulpicius Rufus 49 v. Chr. als Legat Caesars auf der Iberischen Halbinsel gegen Lucius Afranius und Marcus Petreius und führte dann im August desselben Jahres im Auftrag Caesars bei Ilerda Verhandlungen mit dem jungen Sohn des Afranius. 48 v. Chr. amtierte er als Prätor und hatte das Kommando über die bei Vibo nahe Sizilien stationierte Flotte Caesars inne. Gemeinsam mit Marcus Pomponius, dem Befehlshaber des vor Messana positionierten Geschwaders, sollte er Italien vor Angriffen pompeianischer Flotten abschirmen. Gaius Cassius Longinus gelang die Verbrennung des Geschwaders des Pomponius und er wollte dann auch jenes des Sulpicius Rufus in Brand setzen, was er aber nur bei fünf von dessen Schiffen schaffte. Sulpicius Rufus eröffnete nun seinerseits eine Gegenoffensive, versenkte dabei zwei von Cassius’ Trieren und konnte sich auch zweier feindlicher Quinqueremen bemächtigen. Als bald danach bekannt wurde, dass Caesar bei Pharsalos einen bedeutenden Sieg über seinen Gegenspieler Pompeius errungen hatte, kam es auch zur Einstellung des Seekriegs.
In der Stellung eines Proprätors bekriegte Sulpicius Rufus 47 v. Chr. in Illyrien den Pompeianer Marcus Octavius, doch gelang erst seinem Nachfolger Publius Vatinius die entscheidende Besiegung des Octavius, der dann nach Nordafrika floh. Dennoch hatte Sulpicius Rufus einige kleinere Erfolge erzielt, da ihm der Imperatorentitel verliehen und vom Senat eine supplicatio bewilligt wurde. Zwei Jahre nach Caesars Ermordung wurde er 42 v. Chr. Zensor, wobei er Gaius Antonius Hybrida zum Amtskollegen hatte. Über sein weiteres Leben und seinen Tod liegen keine Nachrichten vor.
Der von 46–45 v. Chr. als Proprätor der römischen Provinz Bithynia et Pontus amtierende römische Adelige, der ebenfalls Publius Sulpicius Rufus hieß und eine Kolonie in Sinope anlegte, dürfte nicht mit dem hier behandelten identisch, sondern ein Bruder des römischen Politikers und Juristen Servius Sulpicius Rufus sein.